# Robert C. Martin
Robert C. Martin (1952-ben született) Bob bácsi néven ismert amerikai szoftverkonzulens, oktató és szerző. Martin professzionális szoftverfejlesztő 1970 óta és nemzetközi szoftverkonzulens 1990 óta. 2001-ben életre hívott egy csoporttalálkozót, amely megalkotta az agilis szoftverfejlesztést az extrém programozási technikákból. Továbbá kulcsfontosságú tagja a szoftver szaktudás mozgalomnak.

## Cégei
Ő alapította az Object Mentor Inc.-et, (már megszűnt) konzultációs céget, amely a C++, Java, OOP, tervezési minták, UML, agilis módszertanok és extrém programozás oktatására specializálta magát. 1996-tól 1999-ig ő volt a főszerkesztője a C++ Report-nak. 2002-ben írta Agilis szoftverfejlesztés: alapelvek, minták és gyakorlat, mely gyakorlati tanácsokat ad agilis csoportoknak objektumorientált tervezés és fejlesztés területén. Számos népszerű könyvet és cikket publikált a programozásról és a szoftver módszertanokról.
2020 márciusában két céget üzemeltetett:
- Uncle Bob Consulting – konzultációs és oktatási szolgáltatásokkal foglalkozik
- Clean Coders – oktató videókat készít

## Szoftver elvek és pártfogás
Martin öt elve együttesen vált ismertté az úgy nevezett SOLID elvekként. Habár ő találta fel a legtöbb elvet amely mellett áll, a Liskov helyettesítés elvét Barbara Liskov találta fel, és a nyílt-zárt elvet pedig Bertrand Meyer.
Martin egyik indítványozója a szoftveres kivitelezésnek, agilis szoftverfejlesztésnek és a tesztvezérelt fejlesztésnek.